# Темо Свірелі

## Темо Свірелі(груз.: თემო სვირელი) (21 квітня, 1964 - 21 жовтня, 2014) грузинський та український художник.
Художня спадщина художника охоплює широкий спектр творчості, включаючи абстракцію та фігуративне образотворче мистецтво, графіку, колажі та фото інсталяції. У його роботах є характерний грузинський колорит. Використання яскравих, насичених кольорів та динамічних композицій передає відчуття інтенсивності, викликаючи глибокі емоційні реакції у глядачів. "Йому вдавалося точно і ясно розкрити різноманітність проявів дзвінкої енергії життя — радість і біль, гармонію та хаос, сяйво і морок, крихкість буття та нескінченність простору."
«Унікальність Темо Свірелі — у спробі передати різномасштабність світу, де гра сконденсована в ритуал, а через оголену душевну сферу проглядає сприйняття сучасності, що тривожить, де блазні та ангели подорожують безпосередньо з минулого в майбутнє". Диченко Ігор Сергійович 
Роботи Темо були представлені у США, Австралії, Франції, Німеччині, Іспанії, Австрії, Швейцарії, Польщі, Чехії, Великобританії, Росії, а також в Україні в Мистецький арсенал, Національний музей Тараса Шевченка, Музей видатних діячів української культури, Літературно-меморіальний музей Михайла Булгакова, Національний художній музей України.

## Біографія
Справжнє імʼя Тенгіз Цховребов (груз. ცხოვრებოვი).
Нар. 21 квітня 1964 в Цхінвалі (Юго-Осетинська автономна область Грузинської РСР) - пом. 21 жовтня 2014 в Києві (Україна). 
Син футболіста Ґурама Цховребова.
Дитинство провів у селі Свірі в Імеретії, в Західній Грузії (звідси виник псевдонім Свірелі). 
З дитинства захоплювався живописом, улюблені художники — Ван Гог і Моне. Навчався живопису в Художньому училищі ім. М.С.Туганова в Цхінвалі (1979-1983) та в Тбіліській державній академії мистецтв (1989-1992).
Був член міжнародної федерації художників Росії (IFA) з 1993 року та міжнародної федерації художників Грузії (GIFA) з 1998 року. Також брав участь у творчому об'єднанні БЖ-АРТ (Україна) з 2000 року.
З 1993 по 2014 рік жив і працював в Києві, в Україні.
Учасник мирного протесту на підтримку Незалежності Грузії  в Тбілісі 9 квітня 1989 року, а також  Помаранчевої революції 2004 року і Євромайдану 2013—2014 рр в Києві.
Помер 21 жовтня 2014 року в Києві в Україні.

## Основні виставки і проекти
Список повний, інформація станом на 2023 рік.
- 2013 - Весна 2013. Персональна виставка. Галерея Триптих. Київ, Україна.[12]
- 2013 - Galerie du vieux Belfort. Персональна виставка. Белфорт, Франція.
- 2012 - Art Kyiv Contemporary VII. Персональна виставка. Мистецький Арсенал. Київ, Україна.
- 2012 - Форми та метафори II. Персональна виставка. Ukrainian Institute of America. Нью Йорк, США.[13]
- 2012 - Міжнародний пленер "Znaki pogranicza, 2012". Хадле Шклярскі, Польща.
- 2011 - Summer exhibition. Персональна виставка. Vozianov showroom. Київ, Україна.
- 2011 - NG Art Fair, Balman gallery. Ньюкасл, Велика Британія.
- 2011 - Галерея Arte plurali. Персональна виставка. Одінкур, Франція.
- 2011 - Подих землі. Центр сучасного мистецтва М 17. Київ, Україна.
- 2011 - Міжнародний пленер "Znaki pogranicza, 2011". Хадле Шклярскі, Польща.
- 2011 - Форми та метафори I. Персональна виставка. Ukrainian Institute of America. Нью Йорк, США.[14]
- 2010 - Міжнародний пленер "Znaki pogranicza, 2010". Хадле Шклярскі, Польща.
- 2010 - Галерея Appia. Персональна виставка. Ґренобль, Франція.
- 2010 - Vermont Studio Center. Стипендія Фонду Джексона Поллока. Джонсон, США
- 2010 - Корні та метафори. Європейський банк реконструкції та розвитку. Лондон, Велика Британія.
- 2008 - Галерея Appia. Персональна виставка. Ґренобль, Франція.
- 2008 - Галерея Парсуна. Зальцбург, Австрія.
- 2008 - Галерея Парсуна. Персональна виставка. Київ, Україна.
- 2008 - Salon des Artistes Independants. Grand Palais. Париж, Франція.
- 2008 - Salon des Artistes Independants. Paris Expo. Париж, Франція.
- 2007 - Зітхання Марса. Персональна виставка. "Атрибут" галерея. Київ, Україна.[15]
- 2007 - Соляна симфонія 2. ДВО "Артемсіль". Соледар, Україна.
- 2006 - Галерея Anixis. Персональна виставка. Баден, Швейцарія.
- 2006 - Дзеркало безглуздих віддзеркалень. Персональна виставка. Галерея АртБлюз. Київ, Україна.[10]
- 2005 - Полювання на метеликів. Персональна виставка. Центр сучасного мистецтва Совіарт. Київ, Україна.
- 2005 - Light gallery. Прага, Чехія.
- 2004 - Соляна симфонія 1. ДВО "Артемсіль". Соледар, Україна.
- 2004 - Галерея Appia. Персональна виставка. Ґренобль, Франція.
- 2004 - Дешевий балаган. Персональна виставка. Галерея "Триптих". Київ, Україна.
- 2004 - 350 років по тому. НСХУ. Київ, Україна.
- 2004 - Галерея Дзига. Львів, Україна.
- 2003 - Роздуми про шлях. Український Дім. Київ, Україна.
- 2003 - Invasio. НСХУ. Київ, Україна.[16]
- 2002 - Виставка присвячена Дню Незалежності Грузії. Британська Рада. Київ, Україна.
- 2001 - Лінія сили. Історичний музей. Дніпропетровськ, Україна.
- 2001 - Другий міжнародний арт фестиваль. Магдебург, Німеччина.
- 2001 - Галерея Anixis. Баден, Швейцарія.
- 2001 - Галерея Appia. Персональна виставка. Ґренобль, Франція.
- 2000 - V міжнародний арт-фестиваль. Український Дім. Київ, Україна.
- 2000 - Homo ludens. Персональна виставка. Галерея "Місто N". Київ, Україна.
- 1999 - Галерея Триптих. Персональна виставка. Київ, Україна.
- 1998 - II International Salon of Contemporary Independent Artists. Персональна виставка. Drassanes de Barselona. Барселона, Іспанія.[17]
- 1998 - Лист до друга. Персональна виставка. Галерея "М". Київ, Україна.
- 1997 - Галерея Gentner. Бірмінсдорф, Швейцарія.
- 1997 - Les lune liegeoises. Музей сучасного мистецтва. Лʼєж, Бельгія.
- 1997 - Фаворити Місяця. Персональна виставка. Галерея "Kunst Kreise Euskirchen e.v.". Ойскірхен, Німеччина.
- 1996 - Центр сучасного мистецтва "Tuchfabrik". Трір, Німеччина.
- 1996 - Дні та ночі в садах Єдинорога. Персональна виставка. Галерея Ірена. Київ, Україна.[1]
- 1994 - Ті, що йдуть зі сцени. Персональна виставка. Виставкова зала "Мистецтво". Київ, Україна.
- 1994 - Галерея Гончарі. Персональна виставка. Київ, Україна.
- 1994 - Грузинський культурний центр "Мзіурі". Москва, Росія.
- 1993 - Milky bridge (разом з Бадрі Губіанурі). Національний художній музей України. Київ, Україна.[1][10]
- 1993 - Весняна виставка Міжнародної федерації художників (IFA). Виставковий зал на Малой Грузинській. Москва, Росія.
- 1991 - Виставка грузинських художників. Будинок архитектора. Москва, Росія.

Проекти, присвячені памʼяті Темо Свірелі
- 2015  «მაისი». Національний музей Тараса Шевченко. Київ, Україна. Виставка творів трьох грузинських художників – Tемо Свірелі, Гії Міміношвілі, Давіда Шарашидзе, присвячена пам'яті Темо Свірелi та названа на честь однієї з його картин - «მაისი» - [maisi] - «Травень».
- 2015  "Abstraktgarden", Музей видатних діячів української культури. Київ, Україна. Виставка абстрактного живопису українських митців, і серед них абстрактні твори Темо Свірелі.
- 2016  "Вино". Присвячується художнику Темо Свірелі (1964-2014). Літературно-меморіальний музей Михаїла Булгакова. Київ, Україна. Художник Бадрі Губіанурі разом з іншими художниками висадив виноградну лозу на честь Темо Свірелі 21 квітня 2016 року та розповів про давню грузинську воїнську традицію.
- 2016  «По той бік Стіксу», галерея "Калита Арт Клуб". Київ, Україна. Виставка графікі та колажів Темо Свірелі.[18][2]

- 2016  "Сад 108 дерев". Присвячується художнику Темо Свірелі (1964-2014).  Ukrainian Fashion Week 2017. Мистецький Арсенал. Київ, Україна. Цей проект об’єднав мистецтво і дизайн. В проекті було представлено дизайнерську спідницю з принтом абстрактного живопису Темо Свірелі від Vozianov, а також о інсталяцію зі 108 дизайнерських світильників і перфоманс.[19][20]
- 2017 «Вісім подорожей Ван Гога», галерея «Дукат». Київ, Україна. Вісім видатних українських художників (Олександр Животков[21], Матвій Вайсберг, Бадрі Губаінурі, Петро Бевза, Микола Журавель, Сергій Гай, Валерій Шкарупа,  Олексій Литвиненко (також куратор виставки) створили власні варіації картини Темо Свірелі «Подорож Ван Гога в Гаагу» (2011).[22]

- 2017 «Жовта симфонія Темо Свірелі». Галерея Майстер Клас. Київ, Україна. Виставка живопису Темо Свірелі.[23] На відкритті виставки відбулася премʼєра твору Вікторіі Польової "Музика для Темо"  у виконанні камерного оркестру «Віртуози Києва».
- 2017  Вікторія Польова. Музика для Темо.  у виконання камерного ансамблю Антоній Баришевський (фортепіано), Тарас Яропуд (скрипка), Юрій Погорецький (віолончель) Національна філармонія України.
- 2018  Вікторія Польова. Музика для Темо.  у виконання камерного ансамблю «Віртуози Києва». Кирилівська церква, Київ, Україна.